# New Haven Senators
New Haven Senators byl profesionální americký klub ledního hokeje, který sídlil v New Havenu ve státě Connecticut. Své domácí zápasy hráli v tamní aréně New Haven Coliseum. Klub hrál v soutěži pouze jednu sezonu, poté byl nahrazen klubem Prince Edward Island Senators. Klubové barvy byly červená, černá, bronzová a bílá.
V roce 1972 byl založen klub New Haven Nighthawks, který hrával od roku 1972 do roku 1992 soutěž American Hockey League. Tým změnil jejich název, aby odpovídaly novému nadřazenému klubu Ottawa Senators. Nadřazený klub Ottawa Senators povolil přesídlil klub do Charlottetown, vznikl nový klub Prince Edward Island Senators, který nadále působil v AHL.

## Souvislé týmy
- Beast of New Haven (AHL) (1997–1999)
- New Haven Knights (UHL) (2000–2002).
- Bridgeport Sound Tigers (AHL) (2001– )

## Výsledky
Zdroj: 
| Sezona  | Zápasy | Výhry | Prohry | Remíza | Body | Góly vstřelené | Góly inkasované | Umístění v divizi | Play off                   |
| ------- | ------ | ----- | ------ | ------ | ---- | -------------- | --------------- | ----------------- | -------------------------- |
| 1992–93 | 80     | 22    | 47     | 11     | 55   | 262            | 343             | 5. Severní divize | mužstvo se nekvalifikovalo |

## Klubové rekordy
Góly: 23, Greg Pankewicz
Asistence: 44, Scott White
Body: 60, Martin St. Amour
Trestné minuty: 195, Gerry St. Cyr
Vychytaná vítězství: 10, Darrin Madeley a Mark Laforest
Průměr obdržených branek: 3.32, Darrin Madeley
Procento úspěšnosti zákroků: 90.5, Darrin Madeley
Čistá konta: 1, Mark Laforest
Odehrané zápasy: 80, Chad Penney